# Неофит II Константинополски
Неофит II Константинополски (на гръцки: Νεόφυτος Β΄) e гръцки духовник и на два пъти (1602-03 и 1607-12 г.) вселенски патриарх.

## Биография
Родом е от Атина, където е митрополит. Отявлен противник на Матей II Константинополски. Противоборството им за вселенския патриаршески трон и всеправославната политика съвпада във времето с периода непосредствено след сключването на Бреската уния и настъпилото смутно време в Руското царство. На 15 октомври 1607 година е върнат на патриаршеския трон и отново оглавява Патриаршията в продължение на пет години и непосредствено след сключването на Житваторогския мирен договор. Заменя на престола неотстъпчивия и праволинеен бивш митимнийски митрополит Рафаил II. Отзивите от управлението му са, че успява да въведе финансова дисциплина и да заздрави патриаршеската хазна. Води кореспонденция с папа Павел V и испанския крал Филип III. Неофит подтиква испанския крал да обяви кръстоносен поход за освобождение на християните от османците. Прави доктринални отстъпки, приемайки частично новата римокатолическа политическа и йезуитска доктрина с признаване на примата на папата. По време на понтифакта му се разгаря въстанието в Янина, оглавено от Дионисий Философ. Срещу тази му политика се обявява патриарх Кирил I Александрийски, който го сваля от престола и наследява като временен патриарх през октомври 1612 година. От ново заточение го спасява бъдещият патриарх наследил Кирил Тимотей II, който е негово протеже.